# Trenér
Trenér je odborně a pedagogicky vzdělaný tělovýchovný pracovník, který vede sportovcův tréninkový proces, přípravu na sportovní vystoupení i toto vystoupení samotné a spoluzodpovídá za dosažený výsledek.
Trenér musí kromě odborné způsobilosti oplývat i dalšími nezbytnými vlastnostmi – musí být dobrým psychologem, neboť je pro sportovce často i důvěrníkem. U kolektivních sportů má trenér zodpovědnost i za výběr družstva. Nezbytnou vlastností trenéra je přirozená autorita.
Zvláště u nejpopulárnějších kolektivních sportů (fotbal, lední hokej) reprezentuje sportovce i před veřejností.
Mnoho úspěšných trenérů se rovněž věnuje i publikační činnosti.
Dobrou základnou (i když ne nutně nezbytnou) pro pozdější úspěšnou trenérskou práci je předchozí úspěšná aktivní kariéra sportovce. Úspěšná realizace tréninkového procesu závisí mimo jiné i na interakčních předpokladech osobnosti trenéra, na jeho vzdělání, zkušenostech, motivačních a intelektuálních schopnostech a na umění individuálního přístupu ke sportovci. Trenér má mít inovační schopnosti spočívající v prosazování nových postupů v tréninku sportovce, nemá setrvávat na zastaralých zkušenostech.
Při své práci má trenér pomoci udržovat emoční stabilitu sportovce, klást důrazu na výkon více než na samotný výsledek, respektovat sportovce (nejen ho ovládat), u kolektivních sportů podporovat soudržnost družstva.
V typologii trenérů se rozeznávají dva základní typy: autoritativní trenér (velmi náročný, nekompromisní, stavící jen na vlastním rozhodnutí) a demokratický trenér (stavící na spolupráci a naslouchající sportovci). Zcela vyhraněné typy trenérů se při své práci potýkají s řadou potíží. Proto se někdy v praxi používá systém dvou trenérů nebo trenéra s asistentem, často s opačnými či doplňujícími se vlastnostmi.
Specifickou stránkou práce trenéra je koučování – vedení sportovce či družstva při samotném sportovním výkonu.